# Paesaggio della cultura vinicola dell'isola Pico
Il Paesaggio della cultura vinicola dell'isola Pico (Paisagem da Cultura da Vinha da Ilha do Pico) è un patrimonio dell'umanità dell'UNESCO situato in Portogallo, sull'isola Pico.
Il vigneto è diviso in lotti (currais) protetti da mura (paredes, murinhos). I muri sono costruiti con blocchi di basalto segnati dal tempo, spaccati ed impilati senza l'uso di malta. L'arte vinicola della regione risale al quindicesimo secolo.
L'area è anche protetta dal WWF che le ha attribuito il codice PA0403.